# Тракийска археология
Тракийската археология е дял на археологията, която се занимава с културата и паметниците на траките, обитавали територията на днешна България. Обхваща основните периоди от възникването и развитието на тракийския етнос. Особено внимание се обръща на селищата, архитектура, пътна мрежа, търговски контакти, произведения на тракийската торевтика, въоръжение и военно дело, керамика и керамични комплекси и погребални обреди.
През 1983 г. се създава Секция за тракийска археология в Националения археологически институт с музей при Българската академия на науките.